# 西灘村
西灘村（にしなだむら）は、兵庫県武庫郡にあった村。現在の神戸市灘区の西部にあたる。

## 地理
本村は、神戸市の東境に接し、郡の中部西端にあり、東は六甲村、東南は西郷町に接し、西は神戸市に連り、北は山脈を隔てて山田村に境する。
- 山岳：摩耶山、摩耶別山、新穂高
- 河川：都賀川、西郷川

## 歴史
- 1889年（明治22年）4月1日 - 町村制の施行により、菟原郡森村、原田村、稗田村、上野村、五毛村、畑原村、鍛冶屋村、味泥村、岩屋村、河原村、摩耶山の区域をもって都賀野村（とがのむら）が発足。
- 1895年（明治28年）11月11日 - 改称して西灘村となる。
- 1896年（明治29年）4月1日 - 所属郡が武庫郡に変更。
- 1929年（昭和4年）4月1日 - 神戸市に編入。同日西灘村廃止。

## 行政

### 村長
- 吉坂邦二[1]
- 安国幸右衛門[1]
- 松本與一郎[1]
- 西岡安左衛門[1]
- 若林與兵衛[1]
- 西岡卯之吉（安左衛門と改名）[1]
- 西岡安左衛門[1]

## 経済

### 産業
農業
農業は米、麦を産し、蔬菜類を出す。農業を営む人物は「安国学之助、河原の安国憲一、安国幸右衛門」などがいた。『大日本篤農家名鑑』によれば、西灘村の篤農家は「若林與兵衛、磯清三郎、松居辰雄、長谷基一、奥村鹿太郎、鷲山宗観、吉坂原蔵」などがいた。
商工業
酒造業は元禄の頃開けた。酒造業者は「菅野安治郎、若井卯三郎、若井源左衛門、都賀儀兵衛、平岡種吉、北村合名会社、片桐治七郎」などがいた。工業は、ゴム、竹製品、酒樽などを出す。河原の安国徳松は米穀商を営んだ。
企業
- 日沙商会 - 目的はサラワク国に於けるゴム栽培で[4]、また日本に於いてゴムを原料とする工業を営む[4]。設立は1917年12月[4]。
- 摩耶山 - 目的は療養所、ホテル、食堂及び、浴場、娯楽場経営[5]。設立は1925年9月[5]。

## 交通

### 鉄道路線
- 鉄道省
  - 東海道本線
    - 灘駅
- 阪神電気鉄道
  - 本線
    - 西灘駅 - 岩屋駅

  - 国道線
    - 大石川停留場 - 西灘停留場 - 浜岩屋停留場
- 摩耶ケーブル線

現在は旧村域に阪急神戸本線の王子公園駅（開業時は西灘駅）、摩耶ロープウェーの虹の駅・星の駅が所在し、山陽新幹線が通過するが、いずれも当時は未開業。

### 道路
- 西国街道（現・国道2号）

## 出身・ゆかりのある人物
- 生島五三郎（兵庫県多額納税者、土地家屋経営、金融業）[6] - 岩屋に居住した[6]。
- 服部一三（錦鷄間祗候、貴族院議員） - 岩屋に居住した[6]。
- 中井連[7]（内外科医師、中井病院長、摩耶山社長[5]、西灘村会議員） - 稗田に居住した[7]。